# Demídovo
Demídovo (en rus: Демидово) és un poble de l'óblast de Vladímir, a Rússia, segons el cens del 2010 tenia 104 habitants. Pertany al districte municipal de Sóbinka.